# Persone di nome James/Attori
| Questa pagina contiene informazioni ricavate automaticamente dalle voci biografiche con l'ausilio del template Bio e di un bot. L'aggiornamento è periodico e automatico e ricostruisce completamente la pagina. Se manca una persona in questa lista, sei pregato di non aggiungerla, ma accertati piuttosto che la sua voce biografica contenga il template Bio e che i dati anagrafici siano correttamente compilati. Se il template Bio manca, inseriscilo tu stesso o, in alternativa, metti l'avviso {{tmp\|Bio}} che ne segnala la mancanza. Se i dati riportati sono sbagliati, correggi direttamente la voce biografica; le modifiche saranno visibili in questa lista entro pochi giorni. Per chiarimenti vedi il progetto antroponimi. La lista contiene solo le 232 persone che sono citate nell'enciclopedia e per le quali è stato implementato correttamente il template Bio. Pagina aggiornata al 22 lug 2025. |

Questa è una lista di persone presenti nell'enciclopedia che hanno il nome James e sono attori.

## A(6)
- Jimmie Adams, attore statunitense (Paterson, n. 1888 - Glendale, † 1933)
- Jimmy Akingbola, attore britannico (Londra, n. 1978)
- James Anderson, attore statunitense (Wetumpka, n. 1921 - Billings, † 1969)
- James Arness, attore statunitense (Minneapolis, n. 1923 - Los Angeles, † 2011)
- James Aubrey, attore britannico (Klagenfurt, n. 1947 - Sleaford, † 2010)
- James Avery, attore statunitense (Suffolk, n. 1945 - Glendale, † 2013)

## B(18)
- Jim Backus, attore statunitense (Cleveland, n. 1913 - Los Angeles, † 1989)
- Jim Bannon, attore statunitense (Kansas City, n. 1911 - Ventura, † 1984)
- James Barriscale, attore, regista e doppiatore britannico (Crewe, n. 1969)
- James Barton, attore statunitense (Gloucester City, n. 1890 - Mineola, † 1962)
- James Baskett, attore e cantante statunitense (Indianapolis, n. 1904 - Los Angeles, † 1948)
- Jim Beaver, attore statunitense (Laramie, n. 1950)
- James Bell, attore statunitense (Suffolk, n. 1891 - Kents Store, † 1973)
- Jim Belushi, attore, musicista e comico statunitense (Chicago, n. 1954)
- Jimmy Bennett, attore statunitense (Seal Beach, n. 1996)
- James Bolam, attore britannico (Sunderland, n. 1935)
- Chet Brandenburg, attore statunitense (Peoria, n. 1897 - Woodland Hills, † 1974)
- Jim Broadbent, attore britannico (Gainsborough, n. 1949)
- James Broderick, attore statunitense (Charlestown, n. 1927 - New Haven, † 1982)
- James Brown, attore statunitense (Desdemona, n. 1920 - Woodland Hills, † 1992)
- Wes Brown, attore statunitense (Fort Worth, n. 1982)
- Jim J. Bullock, attore statunitense (Casper, n. 1955)
- James Burrows, attore britannico (Derby, n. 1991)
- Jimmy Nail, attore, cantante e compositore britannico (Benton, n. 1954)

## C(20)
- James Caan, attore statunitense (New York, n. 1940 - Los Angeles, † 2022)
- James Cagney, attore e ballerino statunitense (New York, n. 1899 - New York, † 1986)
- James Callis, attore britannico (Londra, n. 1971)
- Jamie Campbell Bower, attore e cantante britannico (Londra, n. 1988)
- Chris Carmack, attore e ex modello statunitense (Washington, n. 1980)
- James Carpinello, attore statunitense (Albany, n. 1975)
- Jim Carrey, attore, comico e cabarettista canadese (Newmarket, n. 1962)
- Jim Caviezel, attore e produttore cinematografico statunitense (Mount Vernon, n. 1968)
- James Chen, attore statunitense (New York)
- James Coburn, attore statunitense (Laurel, n. 1928 - Beverly Hills, † 2002)
- James Coco, attore statunitense (Manhattan, n. 1930 - Manhattan, † 1987)
- James Colby, attore statunitense (Arlington, n. 1961 - New York, † 2018)
- James Cooley, attore statunitense (Nelsonville, n. 1880 - Hollywood, † 1948)
- James Coombes, attore britannico (Newport, n. 1956)
- James Corden, attore, conduttore televisivo e autore televisivo britannico (Hillingdon, n. 1978)
- James Cosmo, attore britannico (Clydebank, n. 1947)
- James Jude Courtney, attore e stuntman statunitense (Garfield Heights, n. 1957)
- James Craig, attore statunitense (Nashville, n. 1912 - Santa Ana, † 1985)
- James Cromwell, attore e attivista statunitense (Los Angeles, n. 1940)
- James Cusati-Moyer, attore statunitense (Northampton, n. 1989)

## D(17)
- James D'Arcy, attore e regista britannico (Londra, n. 1975)
- James Badge Dale, attore statunitense (New York, n. 1978)
- Tim Daly, attore, doppiatore e produttore cinematografico statunitense (New York, n. 1956)
- James Daly, attore statunitense (Wisconsin Rapids, n. 1918 - Nyack, † 1978)
- James Daughton, attore statunitense (Hockessin, n. 1950)
- Stringer Davis, attore britannico (Birkenhead, n. 1899 - Chalfont St Giles, † 1973)
- James DeBello, attore statunitense (Hartford, n. 1980)
- James Dean, attore statunitense (Marion, n. 1931 - Paso Robles, † 1955)
- James Denton, attore statunitense (Nashville, n. 1963)
- James Donald, attore britannico (Aberdeen, n. 1917 - Wiltshire, † 1993)
- James Doohan, attore e glottoteta canadese (Vancouver, n. 1920 - Redmond, † 2005)
- Jim Doughan, attore statunitense (New York, n. 1959)
- James Dreyfus, attore britannico (Londra, n. 1969)
- James Drury, attore statunitense (New York, n. 1934 - Houston, † 2020)
- James Dunn, attore statunitense (New York, n. 1901 - Santa Monica, † 1967)
- James Durkin, attore e regista canadese (Quebec, n. 1876 - Los Angeles, † 1934)
- James Duval, attore statunitense (Detroit, n. 1972)

## E(5)
- James Darren, attore, cantante e direttore artistico statunitense (Filadelfia, n. 1936 - Los Angeles, † 2024)
- James Eckhouse, attore statunitense (Chicago, n. 1955)
- James Edwards, attore statunitense (Muncie, n. 1918 - San Diego, † 1970)
- Tate Ellington, attore statunitense (Madison, n. 1979)
- James Ellison, attore statunitense (Guthrie Center, n. 1910 - Monterey, † 1993)

## F(14)
- Jimmy Fallon, attore, comico e conduttore televisivo statunitense (New York, n. 1974)
- James Farentino, attore statunitense (New York, n. 1938 - Los Angeles, † 2012)
- James Farley, attore statunitense (Waldron, n. 1882 - † 1947)
- James Faulkner, attore britannico (Hampstead, n. 1948)
- Fergus Riordan, attore spagnolo (Madrid, n. 1997)
- James Flavin, attore statunitense (Portland, n. 1906 - Los Angeles, † 1976)
- James Fleet, attore britannico (Bilston, n. 1952)
- James Ford, attore statunitense (Lawrence, n. 1903 - San Diego, † 1977)
- James Forde, attore britannico (Westminster, n. 1996)
- James Frain, attore britannico (Leeds, n. 1968)
- James Franco, attore, regista e sceneggiatore statunitense (Palo Alto, n. 1978)
- James Frecheville, attore australiano (Melbourne, n. 1991)
- J.E. Freeman, attore e poeta statunitense (Brooklyn, New York, n. 1946 - San Francisco, † 2014)
- James A. Furey, attore, cantante e impresario teatrale statunitense (Brooklyn, n. 1845 - Brooklyn, † 1922)

## G(11)
- James Franciscus, attore statunitense (Clayton, n. 1934 - North Hollywood, † 1991)
- James Gammon, attore statunitense (Newman, n. 1940 - Costa Mesa, † 2010)
- James Gandolfini, attore e produttore televisivo statunitense (Westwood, n. 1961 - Roma, † 2013)
- James Garner, attore statunitense (Norman, n. 1928 - Los Angeles, † 2014)
- James Gleason, attore e regista statunitense (New York, n. 1882 - Woodland Hills, † 1959)
- James Gordon, attore e regista statunitense (Pittsburgh, n. 1871 - Hollywood, † 1941)
- James Graeme, attore statunitense
- James Gregory, attore statunitense (New York, n. 1911 - Sedona, † 2002)
- James Griffith, attore statunitense (Los Angeles, n. 1916 - Avila Beach, † 1993)
- James Marshall, attore statunitense (New York, n. 1967)
- David Niven, attore e scrittore britannico (Londra, n. 1910 - Château-d'Œx, † 1983)

## H(12)
- James Finlayson, attore scozzese (Larbert, n. 1887 - Los Angeles, † 1953)
- James Hall, attore statunitense (Dallas, n. 1900 - Jersey City, † 1940)
- James Hampton, attore statunitense (Oklahoma City, n. 1936 - Fort Worth, † 2021)
- James Handy, attore statunitense
- Jim Hanks, attore statunitense (Contea di Shasta, n. 1961)
- Jay Harrington, attore statunitense (Wellesley, n. 1971)
- Jimmy Hawkins, attore e produttore televisivo statunitense (Los Angeles, n. 1941)
- James Hayden, attore statunitense (New York, n. 1953 - New York, † 1983)
- James Hayter, attore britannico (Lonavala, n. 1907 - La Vila Joiosa, † 1983)
- James Hong, attore, doppiatore e regista statunitense (Minneapolis, n. 1929)
- James Horan, attore e doppiatore statunitense (Louisville, n. 1954)
- James Hyde, attore statunitense (Lancaster, n. 1962)

## I(1)
- Michael Imperioli, attore statunitense (Mount Vernon, n. 1966)

## J(5)
- James Jeter, attore statunitense (Texas, n. 1921 - Houston, † 2007)
- Jamie Johnston, attore e cantautore canadese (Toronto, n. 1989)
- James Earl Jones, attore e doppiatore statunitense (Arkabutla, n. 1931 - Pawling, † 2024)
- Jim Jordan, attore statunitense (Peoria, n. 1896 - Beverly Hills, † 1988)
- James Robertson Justice, attore britannico (Lewisham, n. 1907 - Winchester, † 1975)

## K(6)
- James Keach, attore, regista e produttore cinematografico statunitense (Savannah, n. 1947)
- James T. Kelley, attore irlandese (Castlebar, n. 1854 - Los Angeles, † 1933)
- Jamie Kennedy, attore statunitense (Upper Darby, n. 1970)
- James Kidnie, attore statunitense
- James Kirkwood, attore, regista e sceneggiatore statunitense (Grand Rapids, n. 1875 - Woodland Hills, † 1963)
- Jim Knobeloch, attore statunitense (Belleville, n. 1950)

## L(11)
- James Lackaye, attore e regista statunitense (Washington, n. 1867 - New York, † 1919)
- James Lafferty, attore, regista e produttore cinematografico statunitense (Hemet, n. 1985)
- Wallace Langham, attore statunitense (Fort Worth, n. 1965)
- Hugh Laurie, attore, comico e musicista britannico (Oxford, n. 1959)
- James LeGros, attore statunitense (Minneapolis, n. 1962)
- James Lesure, attore statunitense (Los Angeles, n. 1970)
- James Lew, attore, artista marziale e stuntman statunitense (Los Angeles, n. 1952)
- James Hiroyuki Liao, attore statunitense (New York, n. 1976)
- James Lipton, attore, produttore televisivo e autore televisivo statunitense (Detroit, n. 1926 - New York, † 2020)
- Jimmy Lydon, attore cinematografico e produttore televisivo statunitense (Harrington Park, n. 1923 - San Diego, † 2022)
- James C. Morton, attore statunitense (Helena, n. 1884 - Reseda, † 1942)

## M(30)
- James MacArthur, attore statunitense (Los Angeles, n. 1937 - Jacksonville, † 2010)
- James MacPherson, attore, cantante e doppiatore scozzese (Lanarkshire Meridionale, n. 1960)
- James Mackay, attore australiano (Sydney, n. 1984)
- James Madio, attore statunitense (New York, n. 1975)
- Marne Maitland, attore indiano (Calcutta, n. 1914 - Terracina, † 1991)
- Blu Mankuma, attore statunitense (Seattle, n. 1948)
- James Marcus, attore britannico (Romford, n. 1942 - Londra, † 2020)
- James A. Marcus, attore statunitense (New York, n. 1867 - Hollywood, † 1937)
- James Marsden, attore statunitense (Stillwater, n. 1973)
- James Marsters, attore, cantante e chitarrista statunitense (Greenville, n. 1962)
- James Maslow, attore e cantante statunitense (New York, n. 1990)
- James Mason, attore britannico (Huddersfield, n. 1909 - Losanna, † 1984)
- James Mason, attore statunitense (Parigi, n. 1889 - Los Angeles, † 1959)
- James Maxwell, attore e regista teatrale statunitense (Worcester, n. 1929 - Londra, † 1995)
- James McArdle, attore scozzese (Glasgow, n. 1989)
- James McAvoy, attore britannico (Glasgow, n. 1979)
- James McCaffrey, attore e doppiatore statunitense (Albany, n. 1958 - Larchmont, † 2023)
- Bill McCutcheon, attore statunitense (Russell, n. 1924 - Ridgewood, † 2002)
- James McDaniel, attore statunitense (Washington, n. 1958)
- James Robert McGowan, attore canadese (Montréal, n. 1960)
- J. Edward McKinley, attore statunitense (Seattle, n. 1917 - Beverly Hills, † 2004)
- Jim McMullan, attore statunitense (Long Beach, n. 1936 - † 2016)
- Lew Meehan, attore statunitense (Minneapolis, n. 1890 - Los Angeles, † 1951)
- Jim Meskimen, attore e doppiatore statunitense (Santa Monica, n. 1959)
- James Millican, attore statunitense (The Palisades, n. 1910 - Los Angeles, † 1955)
- James Mitchell, attore e danzatore statunitense (Sacramento, n. 1920 - Los Angeles, † 2010)
- James Morosini, attore e regista statunitense (Tampa, n. 1990)
- James Morrison, attore statunitense (Anchorage, n. 1954)
- James W. Morrison, attore statunitense (Mattoon, n. 1888 - New York, † 1974)
- J.J. Murphy, attore britannico (Belfast, n. 1928 - Belfast, † 2014)

## N(6)
- Jim Nabors, attore e cantante statunitense (Sylacauga, n. 1930 - Honolulu, † 2017)
- James Naughton, attore statunitense (Middletown, n. 1945)
- James Neill, attore e regista statunitense (Savannah, n. 1860 - Glendale, † 1931)
- James Nesbitt, attore britannico (Broughshane, n. 1965)
- Jim Norton, attore irlandese (Dublino, n. 1938)
- James Norton, attore britannico (Londra, n. 1985)

## O(5)
- J. Pat O'Malley, attore e doppiatore britannico (Burnley, n. 1904 - San Juan Capistrano, † 1985)
- James O'Neill, attore irlandese (Kilkenny, n. 1847 - New London, † 1920)
- James O'Neill, attore statunitense (Filadelfia, n. 1863 - Los Angeles, † 1938)
- James Olson, attore statunitense (Evanston, n. 1930 - Malibù, † 2022)
- Jim Ortlieb, attore statunitense (Hazlet, n. 1956)

## P(8)
- James Parks, attore statunitense (Contea di Ventura, n. 1968)
- Jim Parsons, attore e produttore televisivo statunitense (Houston, n. 1973)
- James Patterson, attore statunitense (Derry, n. 1932 - New York, † 1972)
- James Paxton, attore statunitense (Ojai, n. 1994)
- James e Oliver Phelps, attore britannico (Birmingham, n. 1986)
- James Pickens Jr., attore statunitense (Cleveland, n. 1954)
- J. A. Preston, attore statunitense (Washington, n. 1932)
- James Purefoy, attore britannico (Taunton, n. 1964)

## R(11)
- James Rado, attore, librettista e regista teatrale statunitense (Los Angeles, n. 1932 - New York, † 2022)
- James Ransone, attore statunitense (Baltimora, n. 1979)
- Jim Rash, attore, comico e sceneggiatore statunitense (Charlotte, n. 1971)
- James Read, attore statunitense (Buffalo, n. 1953)
- James Rebhorn, attore statunitense (Filadelfia, n. 1948 - South Orange, † 2014)
- James Rennie, attore canadese (Toronto, n. 1890 - New York, † 1965)
- James Reynolds, attore e produttore cinematografico statunitense (Oskaloosa, n. 1946)
- James Roday, attore statunitense (San Antonio, n. 1976)
- Channon Roe, attore statunitense (Pasadena, n. 1969)
- James Rolleston, attore neozelandese (n. 1997)
- James Russo, attore statunitense (New York, n. 1953)

## S(20)
- James Safechuck, attore statunitense (Simi Valley, n. 1978)
- James Saito, attore statunitense (Los Angeles, n. 1955)
- James Scott, attore britannico (Newcastle upon Tyne, n. 1979)
- James Scully, attore statunitense (San Antonio, n. 1992)
- James Seay, attore statunitense (Pasadena, n. 1914 - Dana Point, † 1992)
- Jamey Sheridan, attore statunitense (Pasadena, n. 1951)
- James Shigeta, attore statunitense (Honolulu, n. 1929 - Los Angeles, † 2014)
- James Sie, attore statunitense (Summit, n. 1962)
- Jim Siedow, attore statunitense (Cheyenne, n. 1920 - Houston, † 2003)
- James B. Sikking, attore statunitense (Los Angeles, n. 1934 - Los Angeles, † 2024)
- Jimmi Simpson, attore statunitense (Hackettstown, n. 1975)
- James Sloyan, attore statunitense (Indianapolis, n. 1940)
- James Snyder, attore e cantante statunitense (Santa Clara, n. 1981)
- James Sorensen, attore australiano (Melbourne, n. 1986)
- James Spader, attore statunitense (Boston, n. 1960)
- James Stephens, attore statunitense (Mount Kisco, n. 1951)
- James Stephenson, attore britannico (Selby, n. 1889 - Pacific Palisades, † 1941)
- James Stewart, attore statunitense (Indiana, n. 1908 - Beverly Hills, † 1997)
- James Patrick Stuart, attore e doppiatore statunitense (Hollywood, n. 1968)
- Jim Sturgess, attore britannico (Londra, n. 1978)

## T(6)
- Jimmy Tatro, attore, comico e youtuber statunitense (East Los Angeles, n. 1992)
- James Arnold Taylor, attore e doppiatore statunitense (Santa Barbara, n. 1969)
- James Thierrée, attore, danzatore e scenografo svizzero (Losanna, n. 1974)
- James Tolkan, attore statunitense (Calumet, n. 1931)
- James Tupper, attore e sceneggiatore canadese (Dartmouth, n. 1965)
- James Michael Tyler, attore statunitense (Winona, n. 1962 - Los Angeles, † 2021)

## U(2)
- James Carew, attore statunitense (Goshen, n. 1876 - Londra, † 1938)
- James Urbaniak, attore e doppiatore statunitense (Bayonne, n. 1963)

## V(4)
- James Van Der Beek, attore statunitense (Cheshire, n. 1977)
- Jim Varney, attore, comico e doppiatore statunitense (Lexington, n. 1949 - White House, † 2000)
- James Villiers, attore britannico (Londra, n. 1933 - Arundel, † 1998)
- James Vincent, attore e regista statunitense (Springfield, n. 1882 - New York, † 1957)

## W(11)
- Jimmie Walker, attore e comico statunitense (New York, n. 1947)
- Jamie Walters, attore, cantante e chitarrista statunitense (Boston, n. 1969)
- James Harvey Ward, attore statunitense (Greenville, n. 1978)
- James Waterston, attore statunitense (New York, n. 1969)
- James Westerfield, attore statunitense (Nashville, n. 1913 - Woodland Hills, † 1971)
- James Whitmore, attore statunitense (White Plains, n. 1921 - Malibù, † 2009)
- James Wilby, attore britannico (Yangon, n. 1958)
- James Wlcek, attore statunitense (New York, n. 1964)
- James Wolk, attore statunitense (Farmington Hills, n. 1985)
- James Woods, attore statunitense (Vernal, n. 1947)
- James A. Woods, attore, doppiatore e sceneggiatore canadese (Montréal, n. 1979)

## Y(2)
- James Young Deer, attore, regista e sceneggiatore statunitense (Dakota City, n. 1876 - New York, † 1946)
- Jimmy Yuill, attore scozzese (Golspie, n. 1956)

## Z(1)
- James Zahn, attore, regista e sceneggiatore statunitense (Chicago Heights, n. 1976)